# Paweł Lê Bảo Tịnh
Paweł Lê Bảo Tịnh (wiet. Phaolô Lê Bảo Tịnh) (ur. ok. 1793 r. w Trinh Hà, prowincja Thanh Hóa w Wietnamie – zm. 6 kwietnia 1857 r. w Bảy Mẫu w Wietnamie) – ksiądz, męczennik, święty Kościoła katolickiego.

## Życiorys
Paweł Lê Bảo Tịnh był trzecim dzieckiem w katolickiej rodzinie. W wieku 12 lat zamieszkał z miejscowym proboszczem. Po trzech latach rozpoczął naukę w seminarium duchownym. Po pewnym czasie opuścił seminarium i zaczął wieść życie pustelnika. Po około roku na polecenie biskupa powrócił do seminarium i kontynuował naukę. W 1839 r. rozpoczęto pracę misyjną w Laosie, do której zgłosił się również Paweł Lê Bảo Tịnh. Po upływie roku wrócił do Wietnamu prosić o wysłanie większej ilości misjonarzy. Sytuacja katolików w Wietnamie pogorszyła się, rozpoczęły się prześladowania. Biskup wysłał go do wsi Thạch Tồ w prowincji Hà Nam, gdzie Paweł Lê Bảo Tịnh został aresztowany. Skazano go na wygnanie do prowincji Bình Định. Po zmianie króla w Wietnamie w 1847 r. ułaskawiono skazańców i Paweł Lê Bảo Tịnh mógł powrócić z wygnania. W następnym roku został dyrektorem seminarium w Vĩnh Trị. Ponownie został aresztowany w 1857 r. Ścięto go w Bảy Mẫu 6 kwietnia 1857 r.

## Kult
Dzień wspomnienia: 24 listopada w grupie 117 męczenników wietnamskich.
Beatyfikowany 2 maja 1909 r. przez Piusa X. Kanonizowany przez Jana Pawła II 19 czerwca 1988 r. w grupie 117 męczenników wietnamskich.